# 祇園闘乱事件
祇園闘乱事件（ぎおんとうらんじけん）は、久安3年6月15日（1147年7月14日）に祇園社の神人と平清盛の郎党が小競り合いとなり、宝殿に矢が当たり多数の負傷者が発生した事件。平忠盛・清盛父子の配流を求める延暦寺の強訴の引き金となった。

## 概要
- 事件の経過は、『本朝世紀』『台記』による。

久安3年（1147年）6月15日、祇園臨時祭の夜に平清盛は宿願の成就を祈って、田楽を奉納しようとした。田楽の集団には平氏の郎党が護衛として同行したが、祇園社の神人に武具の携行を咎められたことから小競り合いとなり、放たれた矢が宝殿に突き刺さり多数の負傷者が発生する騒ぎとなった。しばらくは何事も起こらず、17日には鳥羽法皇・崇徳上皇が公卿を引き連れて比叡山に登っており、事件はそのまま立ち消えになるかに思われたが、26日に法皇が御所に戻ると、祇園社の本寺である延暦寺の所司が参院して闘乱の事を訴えた。これに対して忠盛は先手を打って、下手人7人の身柄を院庁に差し出し、法皇はこれを検非違使庁に引き渡した。
しかし延暦寺は納得せず、28日、大衆が日枝社・祇園社の神人とともに神輿を押し立てて、忠盛・清盛の配流を求めて強訴を起こした。法皇は大衆の入京を阻止するため、源光保らの軍兵を切堤の辺に向かわせて防備を固めた。大衆は徒党を組み、わめき叫ぶ声が洛中に響き渡ったという。法皇は側近の藤原顕頼を奏者として院宣を下し、三日以内に道理に任せて裁決すると約束したため、大衆は一旦引き下がった。
30日の夕方、白河北殿に藤原忠通・藤原頼長・源雅定・藤原伊通・藤原宗能・藤原顕頼・三条公教・徳大寺公能・花山院忠雅らの公卿が集まり、祇園闘乱についての議定が開かれた。忠盛は事件に関知していないので責任はない、下手人を尋問すべきという意見が大勢を占める中、頼長は『春秋左氏伝』宣公2年（紀元前607年）の故事を引き合いに出し、本人が関知していなくても山城国内にいて郎党が事件を起こしたのだから、責任を免れることはできないと持論を展開する。顕頼は議定の結果を法皇に奏上し、ひとまず現場を検分する使者を出すという方針が定まった。その日の夜に検分の使者が祇園社に派遣され、延暦寺の所司とともに矢の突き刺さった場所、流血の痕跡、損失物などの調査を行ったが、大衆の主張と食い違う部分もあったという。7月5日、検非違使庁で拷問を受けた下手人が、田楽の集団の背後にいたところ社内で闘諍があったので矢を射たと自白した。8日、延暦寺・祇園社の書状、検分による被害の調査報告書、検非違使庁の尋問記録に基づいて法家に清盛の罪名を勘申するよう宣旨が下った。
一方、裁決の遅れに憤激した延暦寺の大衆は、再び強訴の態勢に入った。法皇は天台座主・行玄に大衆を制止するよう院宣を下し（『平安遺文』2622）、15日には北面武士を西坂下に、「諸国の兵士」（畿内近国の国衙の武士）を如意山路並びに今道に配備して、大衆の入京を断固阻止する姿勢を示した。武士は3日交替で厳重な警戒に当たり、洛中では大規模な閲兵と行軍が数次に渡って展開された。
23日、再び議定が開かれるが欠席者が多く延期となり、24日の議定も「諸説繁多」で結論が出なかったが夜になって法皇が裁決を下し、清盛を「贖銅三十斤」の罰金刑に処すことが決まった。27日、闘乱を謝罪する奉幣使が祇園社に派遣され、8月5日には贖銅の太政官符に捺印の儀式があり、事件に一応の区切りがつけられた。
延暦寺の大衆にとっては大いに不満の残る結末となり、怒りの矛先は強訴に協力的ではなかった寺内の上層部に向けられた。延暦寺では11日から13日にかけて、無動寺にあった天台座主・行玄の大乗房が大衆に襲撃される騒動が勃発し、以後3ヵ月に渡って内紛が続くことになる。法皇は延暦寺の不満を宥めるため、翌久安4年（1148年）2月20日、祇園社で法華八講を修し、忠盛も関係修復を図って自領を祇園社に寄進した。

## 影響
忠盛・清盛にとって延暦寺の強訴の対象とされたことは重大な危機だったが、鳥羽法皇の庇護により配流を免れたことで、その信任ぶりを周囲に誇示することになった。ただし清盛はこの時の影響が悪い意味で大きかったのか保元の乱の後まで官職の任替と昇進が止まっている。鳥羽法皇にとっても、白河法皇が手を焼いた延暦寺の強訴を事実上斥けたことは大きな自信となり、強訴に対抗する武力の有効性・重要性を再認識したと思われる。久安4年（1148年）正月28日の宣旨では、衛門府・兵衛府・馬寮などの武官職が増員され、武士の中央への進出が加速することになる。

## 動員された武士
- 源季範…河内守。文徳源氏（坂戸源氏）
- 源近康…検非違使。季範の弟
- 源季頼…検非違使。季範の子
- 源光保…検非違使。美濃源氏
- 源為義…検非違使。河内源氏
- 源義国…散位。河内源氏（自身は不参、子の義康を代官に送る）
- 源重成…散位。清和源氏満政流
- 平繁賢…隠岐守。越後平氏
- 平貞賢…前右馬助。繁賢の弟
- 平正弘…散位。伊勢平氏正済流
- 平家弘…検非違使。正弘の子
- 平盛兼…佐渡守。伊勢平氏貞季流
- 平盛時…伊勢平氏維盛流
- 平公俊…右衛門尉。藤原北家秀郷流佐藤氏・藤原季清の子。白河院北面・平為俊の養子
- 源親弘…大和源氏
- 源時光…主殿助。摂津源氏